# Poczta dyplomatyczna
Poczta dyplomatyczna – wszelaka korespondencja odnosząca się do misji dyplomatycznej i jej funkcji (korespondencja urzędowa). Nie może być otwierana ani zatrzymywana, wolna jest od rewizji celnej i innej (zgodnie z artykułem 27 Konwencji Wiedeńskiej z 1961 korespondencja urzędowa misji jest nietykalna niezależnie od miejsca i czasu). Przesyłki poczty dyplomatycznej powinny zawierać wyraźne znaki zewnętrzne określające jej charakter (muszą być odciśnięte na niej urzędowe pieczęcie misji dyplomatycznych, urzędu konsularnego lub ministerstwa spraw zagranicznych, musi jej towarzyszyć dokument urzędowy, zwany potocznie "listem kurierskim") i mogą zawierać jedynie dokumenty dyplomatyczne lub przedmioty przeznaczone do użytku urzędowego.
Niektóre państwa zastrzegły sobie, że jeśli istnieje podejrzenie, że w poczcie dyplomatycznej są rzeczy, które nie powinny być przekazywane tą drogą, może zostać ona odesłana na adres nadawcy.

## Dodatkowe informacje
W poczcie dyplomatycznej eksfiltrowano rodzinę Ryszarda Kuklińskiego.